# Équipe de France féminine de basket-ball en 2015

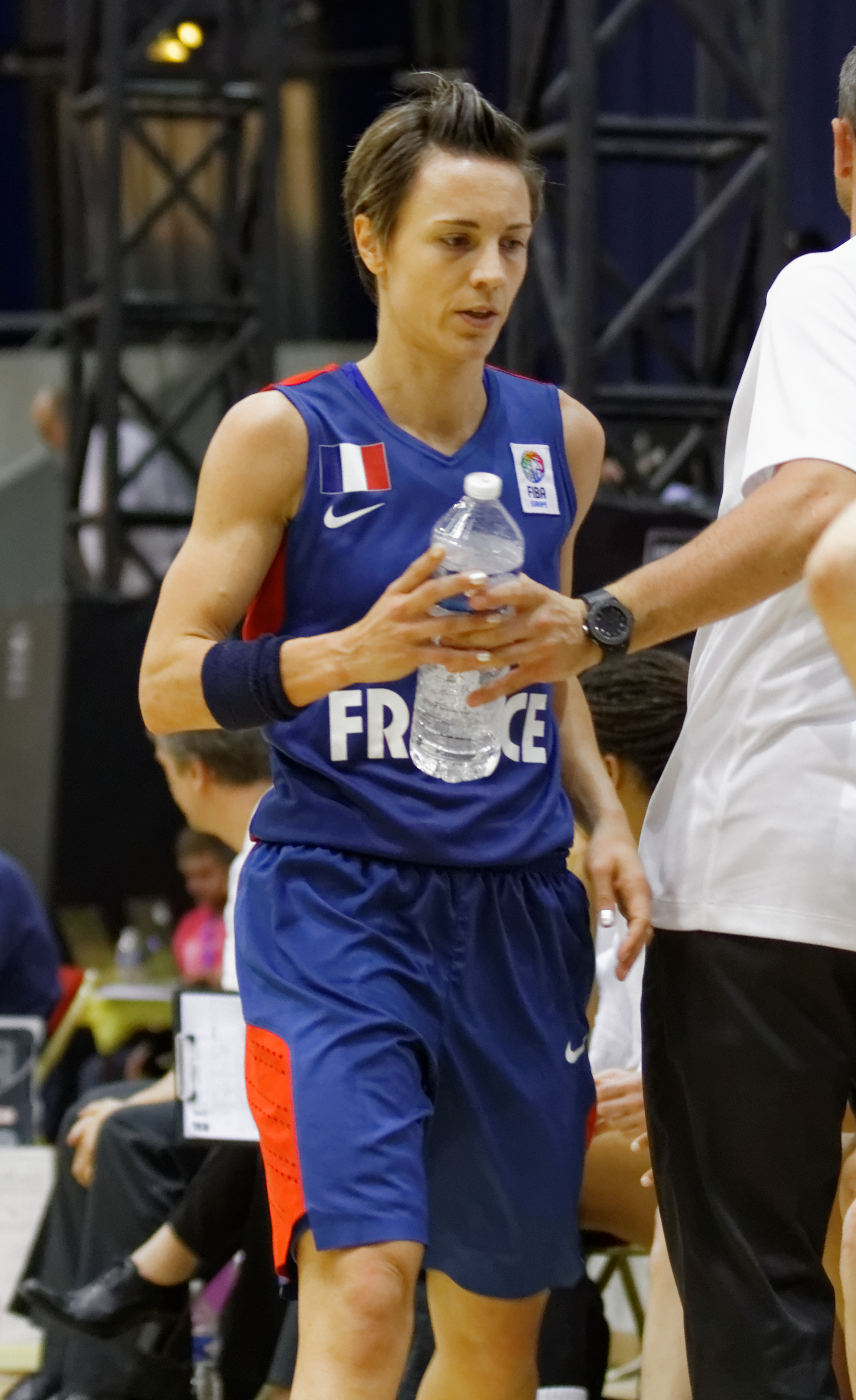
La capitaine Céline Dumerc.

L'équipe de France commence sa saison 2015 en étant qualifiée pour le Championnat d'Europe de basket-ball féminin 2015.

## Contexte
La France est vice-championne d'Europe en titre après une défaite en finale à Orchies face aux Espagnoles, restée difficile à digérer. Avec le soutien de ses fans, elle aborde l'Euro 2015 avec l'ambition d'une nouvelle finale et d'une qualification olympique.

## Préparation
Dans une Halle André-Vacheresse de Roanne bondée, les Bleues réussissent leur entrée en s'imposant 81-54 face aux Britanniques sans Johannah Leedham. Un temps menées de 4 points, les Tricolores sont à 44-33 à la mi-temps puis déroulent en seconde période. Sara Chevaugeon et Sarah Michel font leurs débuts en sélection. Valérie Garnier fait tourner son effectif avec aucune joueuse à plus de 24 minutes de temps de jeu (Sandrine Gruda, 16 points à 5/9 et 7 rebonds pour 16 d'évaluation). Endy Miyem fait le meilleur match pour les Françaises (16 points à 7/9, 6 rebonds et 3 interceptions pour 23 d'évaluation en 20 minutes). Lors de la seconde rencontre du tournoi de Lyon, la France s'incline face à la Serbie de Marina Maljković qui bénéficie de la naturalisation de Danielle Page (10 points, 6 rebonds). Après un bon début des Bleues (22 à 12 à la fin du premier quart temps), les Serbes grignotent leur retard (34-30 à la mi-temps avec 11 points de Diandra Tchatchouang) puis prennent l'avantage 47-52 à dix minutes de la fin. Malgré une Olivia Époupa efficace pour sa première sélection, le final haletant tourne en faveur des Serbes parmi lesquelles Ana Dabović (12 points, 3 rebonds) et Nevena Jovanović (10 points, 5 rebonds) se sont illustrées. Face aux Slovaques, les Tricolores font le break dès la première période (38-21) et mènent même 60-34 à la 30e minute avant de dérouler en fin de rencontre. Avec 15 points, Sandrine Gruda devient la dixième meilleure marqueuse de l'histoire des Bleues. Pour Ana Cata-Chitiga (12 points, 1 rebond, 2 passes décisives) : « Il était nécessaire d'avoir une réaction [après la défaite de la veille]. On voulait se rassurer. On a mieux joué en passe et défensivement. Il fallait se remettre en confiance. Pour la suite, rien ne sera facile ». Paoline Salagnac (11 pts, 2 rebonds), Valériane Ayayi (9 points, 6 rebonds, 1 passe décisive) s'illustrent face Barbora Bálintová (10 points, 4 passes décisives) et la capitaine slovaque Anna Jurčenková (8 points, 2 rebonds).

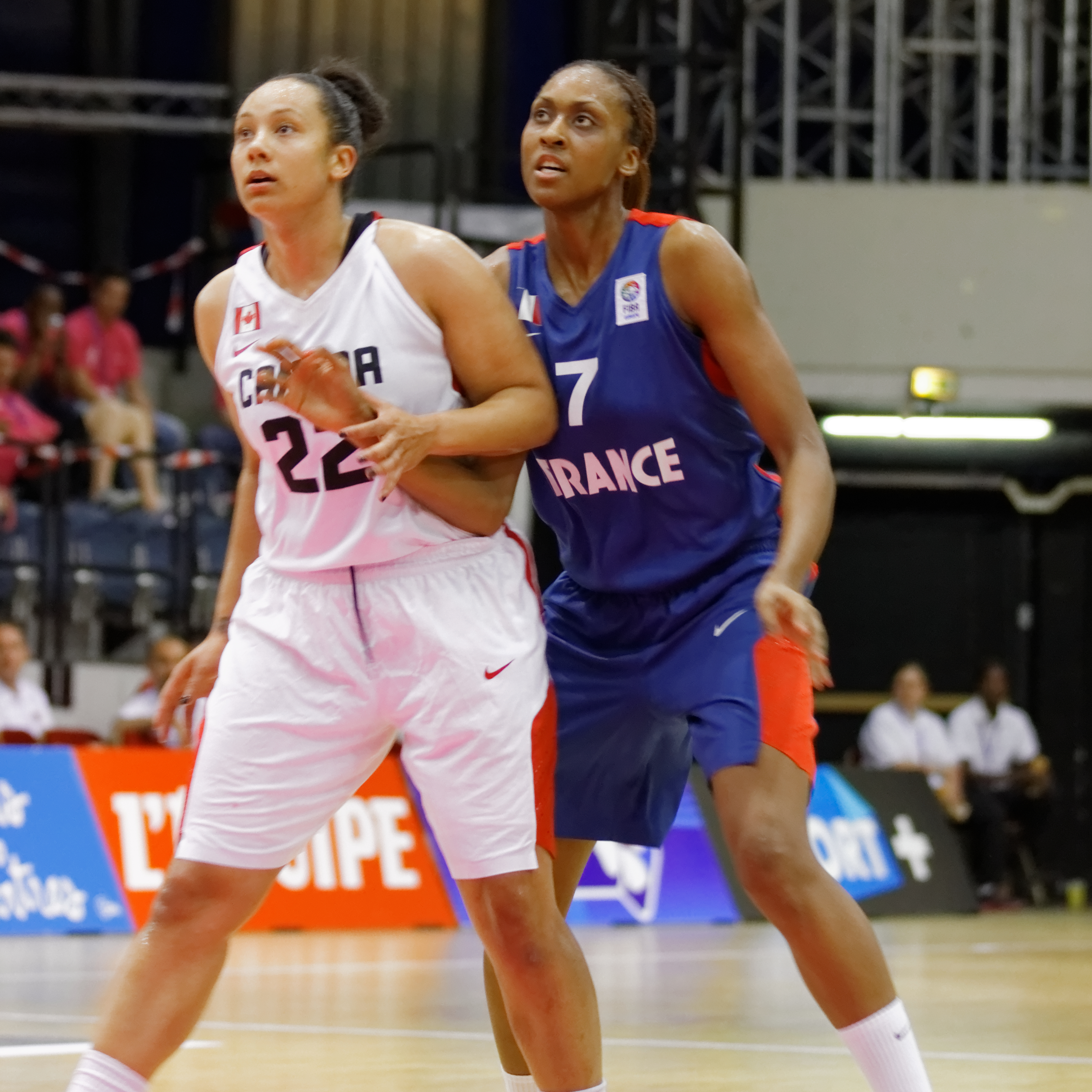
Sandrine Gruda (no 7) est l'atout offensif numéro 1 des Bleues.

Pour son second stage, la France l’emporte 95-65 face à la Lituanie après un démarrage lent (10-7, 6e puis 20-15, 10e). L'entrée d'Ana Cata Chitiga dans la raquette permet aux Bleues de compteur huit points d'avance à cinq minutes de la pause (28-20, 15e) avant que le duo Céline Dumerc - Sandrine Gruda ne fasse des étincelles. Diandra Tchatchouang et Ingrid Tanqueray marquent à trois points pour atteindre la pause sur le score de 44 à 29. Un retour difficile, avec notamment Kamilė Nacickaitė (en) et l'ancienne amandinoise Marina Solopova, contraint Valérie Garnier à demander un temps-mort, mais Endy Miyem répond aux tirs extérieurs des Lituaniennes dont Santa Okockytė (4/6 dans le troisième quart-temps). Si l'écart n'est que de 12 points (65-53, 30e) avant le dernier quart, les Tricolores accélèrent, Olivia Époupa volant le ballon à trois reprises, et les 28 points (14 tirs réussis sur 17) de Sandrine Gruda sont son nouveau record sous le maillot bleu,. Le lendemain, les Françaises débutent fort (12-2, 6e) face aux Grecques avec une Isabelle Yacoubou à l'aise devant son ancien public de Tarbes et une Sarah Michel adroite en périphérie (23-8, 10e). Malgré Afroditi Kosma, la maladresse grecque (5/21 aux tirs) fait passer l'écart à 27 points (43-16, 20e). Les Hellènes réagissent au retour des vestiaires par Stylianí Kaltsídou (10 points, 3 rebonds) et Zoí Dimitrákou (54-36, 27e), mais la France se reprend avec Anaël Lardy et Isabelle Yacoubou (60-38, 30e). L'écart grandit encore grâce à deux tirs longue distance signés Lardy et Michel (68-41, 33e). Les Bleues déroulent en attaque mais l'écart stagne grâce à la réussite extérieure des Grecques (83-54, 40e,). Pour le dernier match de ce tournoi, les jumelles Elin et Frida Eldebrink débutent bien (10-8, 5e) et les Suédoises font la course en tête, même si Gaëlle Skrela ramène son équipe à deux points (18-20, 10e). Les Françaises retrouvent ensuite leurs qualités défensives, alors que Sandrine Gruda et Endy Miyem donnent de l'air aux Bleues (38-26, 17e). Après la pause, Isabelle Yacoubou continue le travail dans un collectif bien léché (65-39, 30e). La France l'emporte 82-58 avec une Endy Miyem meilleure marqueuse des Tricolores avec 16 points : « On s'est imposées largement sur les trois matches, c'est une bonne chose. Ça nous a tout de même permis de voir des défauts qu'il faudra travailler. On est conscientes que ces écarts ne seront pas la réalité à l'Euro. On doit progresser défensivement, en communiquant plus. Offensivement, on doit arriver à trouver de l'alternance ». Valérie Garnier est globalement satisfaite : « On avance quand même, dans le plan de jeu dans nos choix. On doit améliorer le repli ».
Huitième de l’Euro 2013, l'Italie retrouve doucement un rang conforme à son histoire. Joueuse du Famila Schio, Isabelle Yacoubou s'impose d'entrée de jeu et aide la France, qui joue sans Sandrine Gruda, à creuser l'écart. D'un tir primé, Valériane Ayayi le porte jusqu’à 10 points, mais les Italiennes reviennent en fin de période (16-11, 10e). Malgré Giorgia Sottana, le second quart est remporté 17 à 4 par la France. Après la pause, Francesca Dotto relance les Italiennes (39-30, 29e). Sarah Michel et Chiara Consolini marquent au buzzer en fin de période (41-33, 30e). Endy Miyem puis Isabelle Yacoubou redonnent de l’air aux Tricolores avant que Sarah Michel ne fasse mouche un mètre derrière l’arc (49-33, 33e). Les Tricolores maitrisent la fin de rencontre (57-42), malgré un total de 26 pertes de balles dans une rencontre physiquement heurtée. À Orchies, Gaëlle Skrela, Diandra Tchatchouang et Endy Miyem marquent rapidement à trois points, alors que Sandrine Gruda domine sans souci à l'intérieur avec 19 points à la pause. Malgré Ewelina Kobryn, les Tricolores ont déjà une avance confortable (40-20). Le troisième quart-temps est du même acabit. Endy Miyem franchit la barre des 1 000 points en bleu. Paoline Salagnac et Gaëlle Skrela marquent encore à trois points (60-35, 30e). La dernière période est peu disputée. Valériane Ayayi ayant été écartée, c'est le groupe final des douze qui affronte le Canada pour la dernière rencontre de préparation devant une salle comble. Diandra Tchatchouang ouvre le score puis sert Céline Dumerc, alors qu'Isabelle Yacoubou (6 points, 4 rebonds) domine en défense (8-0, 8e). Le deuxième quart-temps démarre par un tir primé d'Endy Miyem, puis Ana Cata-Chitiga (8 points, 2 rebonds) qui se révèle efficace à l'intérieur, malgré la tentative de réaction de la capitaine canadienne et future mondevillaise Kim Gaucher-Smith et ses 6 points et 7 rebonds (28-14, 20e). Le public continue de pousser les Françaises, mais les Canadiennes reviennent à moins de 10 points sur un tir primé de Tamara Tatham (9 points, 4 rebonds) puis avec Kia Nurse (10 points, 5 passes décisives). Commettant plusieurs fautes offensives, les Bleues gardent un léger avantage au terme du troisième quart temps (35-32, 30e). Malgré Miranda Ayim (9 points, 3 rebonds), Céline Dumerc (14 points, 3 rebonds) gère parfaitement les dernières minutes en marquant puis en obtenant deux fautes. Elle analyse : « La préparation a été intéressante. On a pu voir des adversaires différents. Finir sur le Canada nous a permis de voir des faiblesses. (...) La seconde [mi-temps] était plus révélatrice du niveau du Canada et du nôtre ». Pour Valérie Garnier, « L'idée n'est pas d'être à 100% sur le premier match de l'Euro mais de monter en puissance. Le Canada a un jeu atypique qui nous a permis de travailler. On doit être plus présent au rebond offensif et trouver plus d'alternance,. »
| Date                                 | Lieu              | Adversaire      | Score   | Compétition | Meilleure marqueuse (France)                    |
| ------------------------------------ | ----------------- | --------------- | ------- | ----------- | ----------------------------------------------- |
| 5 mai au 13 mai 2015 Stage à Lyon    |                   |                 |         |             |                                                 |
| 14 mai                               | Roanne            | Grande-Bretagne | V 81-54 | A           | Endy Miyem et Sandrine Gruda (16 points)        |
| 15 mai                               | Villeurbanne      | Serbie          | D 63-64 | A           | Diandra Tchatchouang (13 points)                |
| 16 mai                               | Bourg-de-Péage    | Slovaquie       | V 74-55 | A           | Sandrine Gruda (15 points)                      |
| 20 mai au 24 mai 2015 Stage à Tarbes |                   |                 |         |             |                                                 |
| 25 mai                               | Mont-de-Marsan    | Lituanie        | V 95-65 | A           | Sandrine Gruda (28 points)                      |
| 26 mai                               | Tarbes            | Grèce           | V 83-54 | A           | Isabelle Yacoubou et Sandrine Gruda (12 points) |
| 27 mai                               | Pau               | Suède           | V 82-58 | A           | Endy Miyem (16 points)                          |
| 31 mai au 2 juin 2015 Stage à Lille  |                   |                 |         |             |                                                 |
| 3 juin                               | Arras             | Italie          | V 57-42 | A           | Isabelle Yacoubou (16 points)                   |
| 4 juin                               | Orchies           | Pologne         | V 70-49 | A           | Endy Miyem et Sandrine Gruda (21 points)        |
| 5 juin                               | Villeneuve-d'Ascq | Canada          | V 50-42 | A           | Céline Dumerc (14 points)                       |

## Championnat d'Europe

### Premier tour
| Date                                     | Lieu      | Adversaire         | Score   | Compétition | Meilleure marqueuse (France) |
| ---------------------------------------- | --------- | ------------------ | ------- | ----------- | ---------------------------- |
| 8 juin au 10 juin 2015 Stage en Roumanie |           |                    |         |             |                              |
| 11 juin                                  | Timișoara | Ukraine            | V 79-55 | CE          | Sandrine Gruda (18 points)   |
| 13 juin                                  | Timișoara | République tchèque | V 85-75 | CE          | Sandrine Gruda (26 points)   |
| 14 juin                                  | Timișoara | Roumanie           | V 76-67 | CE          | Paoline Salagnac (17 points) |
| 15 juin                                  | Timișoara | Monténégro         | V 79-67 | CE          | Sandrine Gruda (25 points)   |

Les Bleues sont dans le groupe A avec des Ukrainiennes sans grande référence et une équipe roumaine modeste mais qui joue à domicile. Elles doivent aussi affronter le  Monténégro  renforcé par la redoutable naturalisée Angelica Robinson et les Tchèques qui comptent dans leurs rangs l'ossature de l'USK Prague, club vainqueur de l'Euroligue 2015.

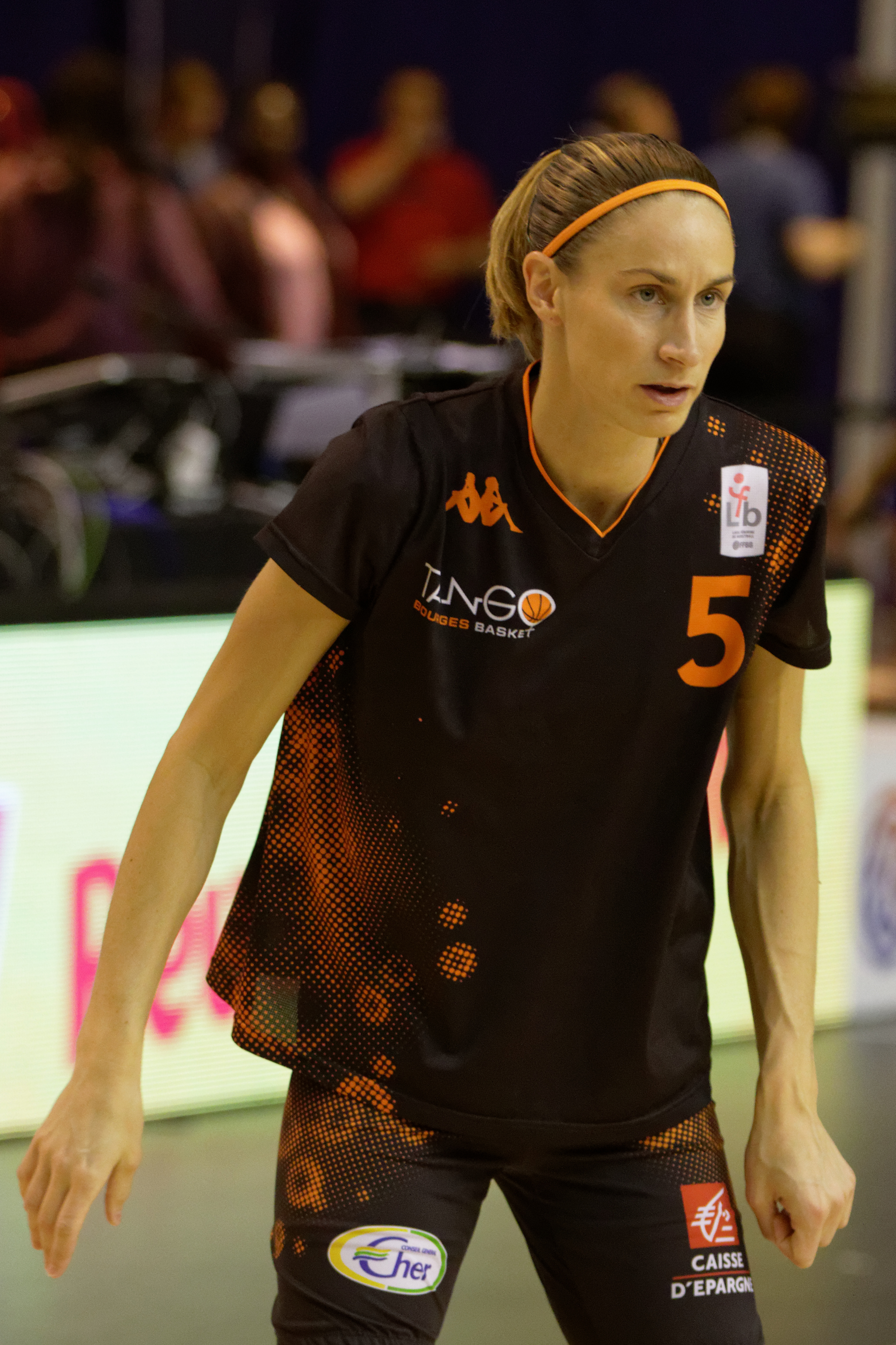
Paoline Salagnac, ici avec Bourges est décisive face à la Roumanie.

Lors de la première journée, les Bleues sont opposées aux Ukrainiennes qui résistent bien en première mi-temps (35-33, 20e). Face à une Alina Iahoupova (19 points) à l'aise en un contre un et une Céline Dumerc limitée par trois fautes, Paoline Salagnac (15 points) et Gaëlle Skrela à trois points maintiennent la France à flot. Sous l'impulsion de Sandrine Gruda (18 points), les Tricolores repartent de l'avant, et avec une Olivia Époupa qui, pour sa première sélection officielle, aide à creuser un premier trou (43-33, 23e). L'écart enfle (50-35, 25e), mais reste tout de même contenu à la fin du troisième quart-temps (59-45). La victoire est assurée dans la dernière période par Endy Miyem et Isabelle Yacoubou qui ne fléchissent pas (79-55). Pour Gruda : « Il faut donner beaucoup de crédit à l'Ukraine, cette équipe était à prendre au sérieux ». Valérie Garnier est relativement satisfaite : « C'est toujours difficile de commencer une compétition. On a mis une mi-temps à rentrer dans le match. On a réussi à trouver notre transition offensive et notre défense, c'est devenu plus facile pour nous,. »
Diandra Tchatchouang (12 points et 7 rebonds) score les 9 premiers points de la France (9-2, 3e) dans un premier quart-temps à sens unique (28-17). Le deuxième est l'exact inverse avec Kateřina Elhotová (20 points) en réussite au tir extérieur (31-23, 12e, et 44-45, 20e) malgré une Sandrine Gruda (26 points) déterminée. Après la pause, Olivia Époupa met du rythme dans le jeu français (48-45, 22e) rejointe par Endy Miyem qui fait mouche à deux reprises (54-49, 25e). La France conclut la période sur un panier primé de Céline Dumerc (67-58, 30e). Céline Dumerc encore puis Isabelle Yacoubou maintiennent l'écart face aux Tchèques (75-64, 35e). Jana Veselá ramène les siennes avec un panier à trois points (77-71, 37e), mais une contre-attaque de Gaëlle Skrela redonne de l'air aux Bleues (81-71, 1re30 à jouer) qui s'imposent finalement 85-75. Les Bleues ont été dominatrices aux rebonds (41 à 23). Isabelle Yacoubou explique : « On a encaissé trop de points en première mi-temps. On a réussi à trouver des solutions grâce à notre polyvalence. C'est bien d'avoir de l'adversité dès le début, on l'avait vu en 2013 avec deux premiers tours faciles et on a ensuite été bousculées en quarts de finale,. »
Malgré un bon départ avec Diandra Tchatchouang puis Isabelle Yacoubou, la Roumanie résiste devant son public avec une défense agressive et garde le contact (20-18). Florina Pascalau remet les deux équipes à égalité (22-22, 13e). Puis les Roumaines euphoriques à trois points (6/10 en 20e) passent devant (37-40). Après la pause, malgré les attaques d'Endy Miyem et de Sandrine Gruda (43-44, 24e) ou la défense de Sarah Michel, les Bleues sont toujours en retard à 10 minutes de la fin de la rencontre (54-60). Claudia Pop continue son travail de sape, mais Paoline Salagnac répond coup pour coup (59-65, 34e). Les Françaises serrent les boulons en défense : Sandrine Gruda se montre au contre, Diandra Tchatchouang au rebond offensif et de l'autre côté du terrain Paoline Salagnac (17 points) inscrit deux paniers en contre-attaque (69-65, 38e). Décisive, elle permet à la France de s'imposer de justesse (76-67). Pour Valérie Garnier : « On doit respecter tous les adversaires. Dans un Euro, toutes les équipes sont fortes. On doit aussi changer l'état d'esprit, être dans l'action et non dans la réaction,. ».
Lors de la dernière rencontre les opposant au Monténégro, en quelque sorte la finale du groupe, la France creuse d'entrée un écart avec Endy Miyem et Sandrine Gruda (12-4, 4e) alors que seule Iva Perovanović (18 points) trouve quelques failles dans la défense française (26-16, 10e). Elle permet aux siennes de se rapprocher (26-23, 12e) avec sa coéquipière et ex-tarbaise Jelena Dubljević (14 points) qui fait admirer toute sa technique. Olivia Époupa réussit un panier à trois points avant d'être imitée par ses coéquipières (39-31, 17e) puis trois lancers francs de Céline Dumerc au buzzer (47-36, 20e). Iva Perovanović relance les Monténégrines après la pause, mais la défense tricolore permet d'alimenter Sandrine Gruda (25 points, 8 rebonds) en ballons (51-40, 23e), encore bien secondée par Paoline Salagnac (57-42, 26e). Dans le dernier quart-temps, les Monténégrines tentent de se relancer en passant en défense de zone (67-55, 32e). Mais la réussite à mi-distance d'Endy Miyem permet de creuser encore un écart (72-55, 34e) que les Bleues gèrent parfaitement pour l'emporter 79 à 67. Pour la capitaine Céline Dumerc : « On est heureuses, c'était important d'arriver au 2e tour invaincues. Ce soir était un vrai test contre une grosse équipe du Monténégro. On ne les a pas laissées jouer. Maintenant on est concentrées sur le 2e tour,. ».

### Second tour
| Date    | Lieu     | Adversaire  | Score   | Compétition | Meilleure marqueuse (France)                   |
| ------- | -------- | ----------- | ------- | ----------- | ---------------------------------------------- |
| 17 juin | Debrecen | Grèce       | V 51-42 | CE          | Sandrine Gruda et Paoline Salagnac (12 points) |
| 19 juin | Debrecen | Turquie     | D 56-66 | CE          | Sandrine Gruda (16 points)                     |
| 21 juin | Debrecen | Biélorussie | V 64-58 | CE          | Isabelle Yacoubou (14 points)                  |

Invaincue après ses quatre premiers matchs, la France affronte la Grèce pour la première des trois rencontres du second tour. Malgré un bon départ des Bleues privées d'Endy Miyem (25-12, 18e), les Hellènes confirment leur réputation d'équipe accrocheuse en défense et gênent les Tricolores jusqu'ici meilleure attaque de la compétition. Elles reviennent au score après un 7-0. Les anciennes de LFB se montrent efficaces ; Zoí Dimitrákou (16 points à 5/11, 6 rebonds et 4 interceptions) et Stylianí Kaltsídou (8 points à 2/11 et 6 rebonds) permettent à leur équipe de rester dans la course (32-36, 30e) et même de passer en tête pour la seule fois de la partie (39-38). Les Bleues réagissent avec Gaëlle Skrela (9 points à 3/6 et 6 rebonds) et Sandrine Gruda (12 points à 5/12 et 6 rebonds) par un 8-0 sans encaisser de panier jusqu'à 90 secondes de la fin de la rencontre (42-46). Malgré 4 fautes personnelles, Céline Dumerc (10 points à 3/5, 5 rebonds et 5 passes) gère admirablement la fin de rencontre avec le concours de Paoline Salagnac (12 points à 4/7) pour assurer un succès sur le petit score de 51 à 42.

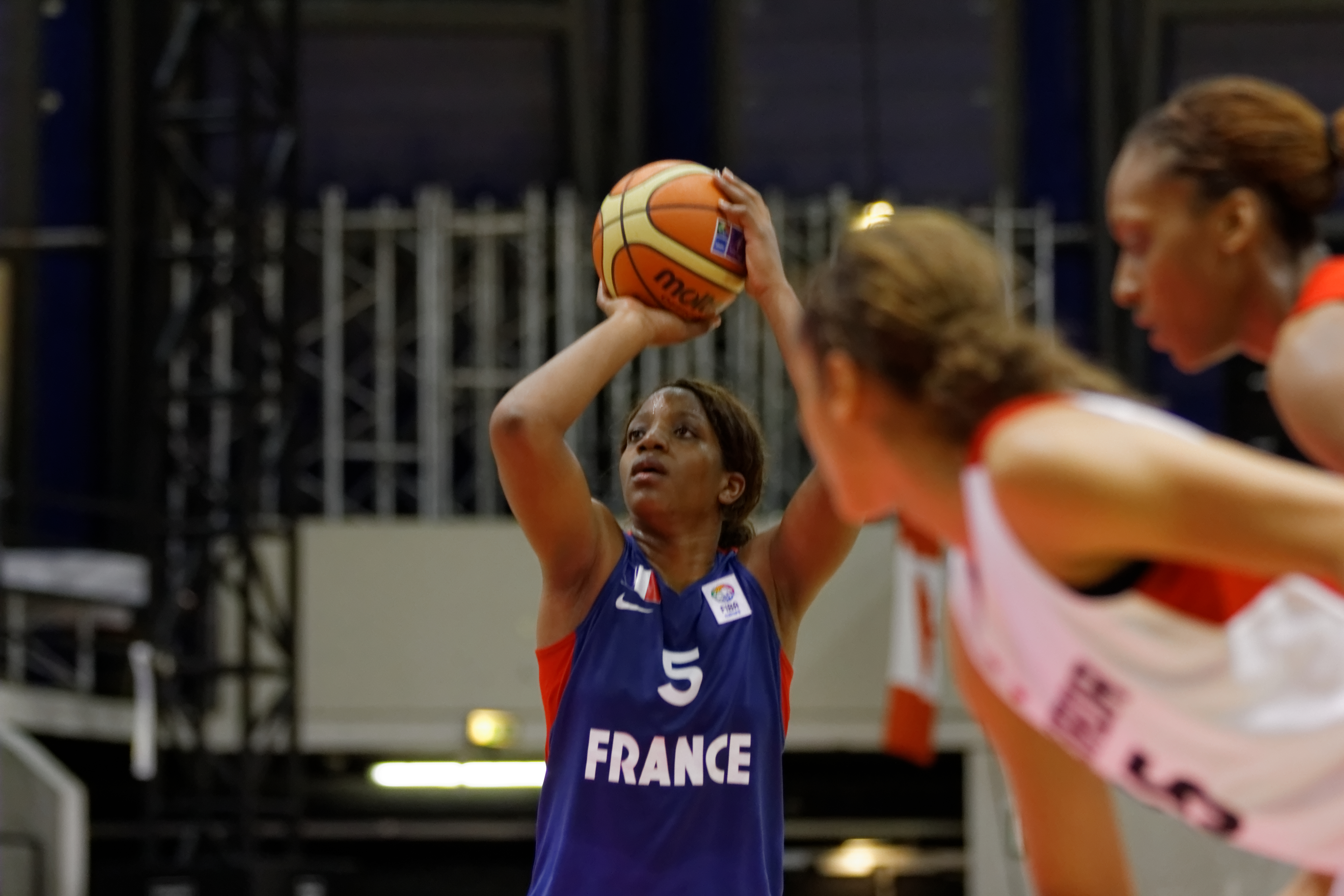
Les Françaises doivent jouer ce tour sans Endy Miyem, blessée.

Le deuxième match les oppose à la Turquie. Sandrine Gruda (16 points et 13 rebonds) et Lara Sanders (23 points et 4 rebonds) se montrent efficaces d'entrée. Avec Isabelle Yacoubou (8 points, 7 rebonds, 2 passes décisives), les Bleues provoquent les Turques à l'intérieur, mais les équipes restent proches (16-15, 10e). Sarah Michel (4 points, 2 rebonds, 2 passes décisives) fait un bon passage contraignant la Turquie à passer en zone (20-20, 13e). La France crée le premier écart du match (33-24, 28e) mais Işıl Alben (9 points, 3 rebonds, 4 passes décisives) et les siennes recollent juste avant la mi-temps (33-30, 20e). La pivot Héléna Ciak inscrit deux paniers et obtient la 3e faute de Lara Sanders, mais l'expérimentée Nevriye Yılmaz (13 points et 7 rebonds) assure l'intérim (40-38, 26e) et le coude à coude se poursuit (44-44, 30e). La Turquie prend un avantage (52-60, 38e) qu'elle ne lâchera plus (56-66, 40e). Valérie Garnier ne conteste pas ce premier revers en compétition officielle : « La Turquie était meilleure ce soir. Elles voulaient plus gagner, prendre des rebonds, défendre » et la capitaine Céline Dumerc appuie : « On les a trop laissées marquer et nous, on a raté des choses faciles comme des lancers ou des tirs sous le cercle. La confiance a changé de camp sur la fin,. »
Au lendemain de cette première défaite, les Bleues sont certes qualifiées pour les quarts de finale, mais elles doivent se remettre en cause. « Nous avons avant tout été dominées en agressivité et au combat » dit Gaëlle Skrela. L'absence d'Endy Miyem se fait ressentir les deux rencontres se soldant par une marque moyenne de 53,5 points, avec Diandra Tchatchouang à zéro sur 12 aux tirs de champ ce qui laisse les adversaires tenter des prises à deux sur Sandrine Gruda, contre 79,7 points pour les quatre rencontres initiales. Les Bleues limitées à 56 points contre la Turquie, Céline Dumerc reconnait : « Nous avions peur. Nous avons fait des pertes de balles. Nous avons pris des tirs dont nous savions qu'ils ne rentreraient pas. »
La France s'impose face aux Biélorusses 64 à 58 après avoir mené toute la rencontre et décroche la seconde place du Groupe E. En début de rencontre, Isabelle Yacoubou (14 points et 12 rebonds) et Sandrine Gruda (10 points, mais un seul en seconde période) marquent à l'intérieur et se jouent même de la défense de zone adverse (20-10, 10e). Alena Lewtchanka bute sur un bloc français bien en place, alors qu'Olivia Époupa sème la pagaille chez les Biélorusses en parfait relais de Céline Dumerc (30-15, 14e). L'écart grandit avec Ana Cata-Chitiga (34-18, 16e), mais les Biélorusses limitent les dégâts avant la pause (40-29, 20e). 
Dominées au rebond, les Bleues défendent au mieux mais Alena Lewtchanka trouve la faille (41-32, 22e). Le retour de Céline Dumerc permet de conserver l'écart (52-43, 30e).
La menace (52-45, 32e) se fait encore plus forte sur un tir primé d'Anastasiya Verameyenka (55-50, 33e). Les Bleues, piégées par les 24 secondes à plusieurs reprises, résistent (59-54, 37e). Gaëlle Skrela offre la victoire aux Bleues sur un panier à trois points (64-58),. 
Pour Valérie Garnier, « Sur le deuxième tour, nous avons fait un faux-pas qui nous coûte la première place. On a été en difficulté sur l'attaque de zone, mais on a trouvé des clés en première mi-temps contre la Biélorussie. La meilleure façon de contrer cette défense est de courir. Aucun quart de finale ne sera facile. »
Après les derniers matches du Groupe F, la France sera opposée en quarts de finale au troisième, la Russie.

### Tour final
| Date    | Lieu     | Adversaire | Score   | Compétition | Meilleure marqueuse (France) |
| ------- | -------- | ---------- | ------- | ----------- | ---------------------------- |
| 25 juin | Budapest | Russie     | V 77-74 | Quarts CE   | Sandrine Gruda (23 points)   |
| 26 juin | Budapest | Espagne    | V 63-58 | Demis CE    | Sandrine Gruda (16 points)   |
| 28 juin | Budapest | Serbie     | D 68-76 | Finale CE   | Sandrine Gruda (16 points)   |

Après un bon départ de Céline Dumerc (13 points, 9 passes décisives et 4 interceptions, 5-2, 1re), Epiphanny Prince porte la Russie qui prend une petite avance (9-14, 6e). L'entrée en jeu d'Endy Miyem (18 points) amène de la fluidité dans le jeu tricolore, qui reprend l'avantage (16-20), la coach déclarant « Avec Endy, ce n'est plus la même équipe. Elle est dangereuse à l'intérieur et à l'extérieur. » Le duo Miyem-Tchatchouang surmonte l'épreuve de la défense de zone russe, alors que la leur récupère des ballons de relance (24-22, 13e). Sandrine Gruda seconde efficacement Endy Miyem (30-26, 16e) malgré l'adresse de Prince (31 points à 11/17 dont 4/5 à trois points), la meilleure russe sur le terrain. Au retour des vestiaires (38-35, 20e), les Bleues sont toujours aussi déterminées avec notamment Diandra Tchatchouang et Sandrine Gruda (23 points, 8 rebonds), qui enquillent les paniers (42-37, 22e). Olivia Époupa (4 points, 4 passes décisives) tente de limiter Prince qui tient son équipe à bout de bras, les Françaises muselant les autres russes (57-53, 30e). La jeune Maria Vadeïeva (16 ans, 8 points et 3 rebonds en 14 minutes) parvient à égaliser (57-57, 31e), mais Isabelle Yacoubou (8 points, 7 rebonds) lui réplique et Diandra Tchatchouang retrouve son adresse au meilleur moment (63-57, 32e). Malgré un temps mort demandé par les Russes, la France creuse l'écart (67-57, 35e). Les Russes livrent leurs dernières forces et Prince égalise à une minute du terme (71-71). Mais les Bleues gèrent parfaitement les dernières actions, alors qu'Irina Osipova (6 points, 7 rebonds) est sanctionnée d'une faute antisportive, pour l'emporter 77-74 et accéder ainsi aux demi-finales, également qualificatives pour le tournoi pré-olympique. Malgré une redoutable adresse de 59,2 %, les 16 pertes de balle des Russes leur sont fatales quand les Françaises n'en concèdent que 9. Pour Valérie Garnier : « C'était un match difficile comme tous les quarts de finale de cet Euro. On a fait le travail, on a été efficace au rebond ce qui était important pour le résultat. » Sandrine Gruda ajoute que « [ce] n'était pas facile, on a gagné mais ce fut très dur. La Russie a de très bonnes joueuses. C'est un bon match pour nous,. »

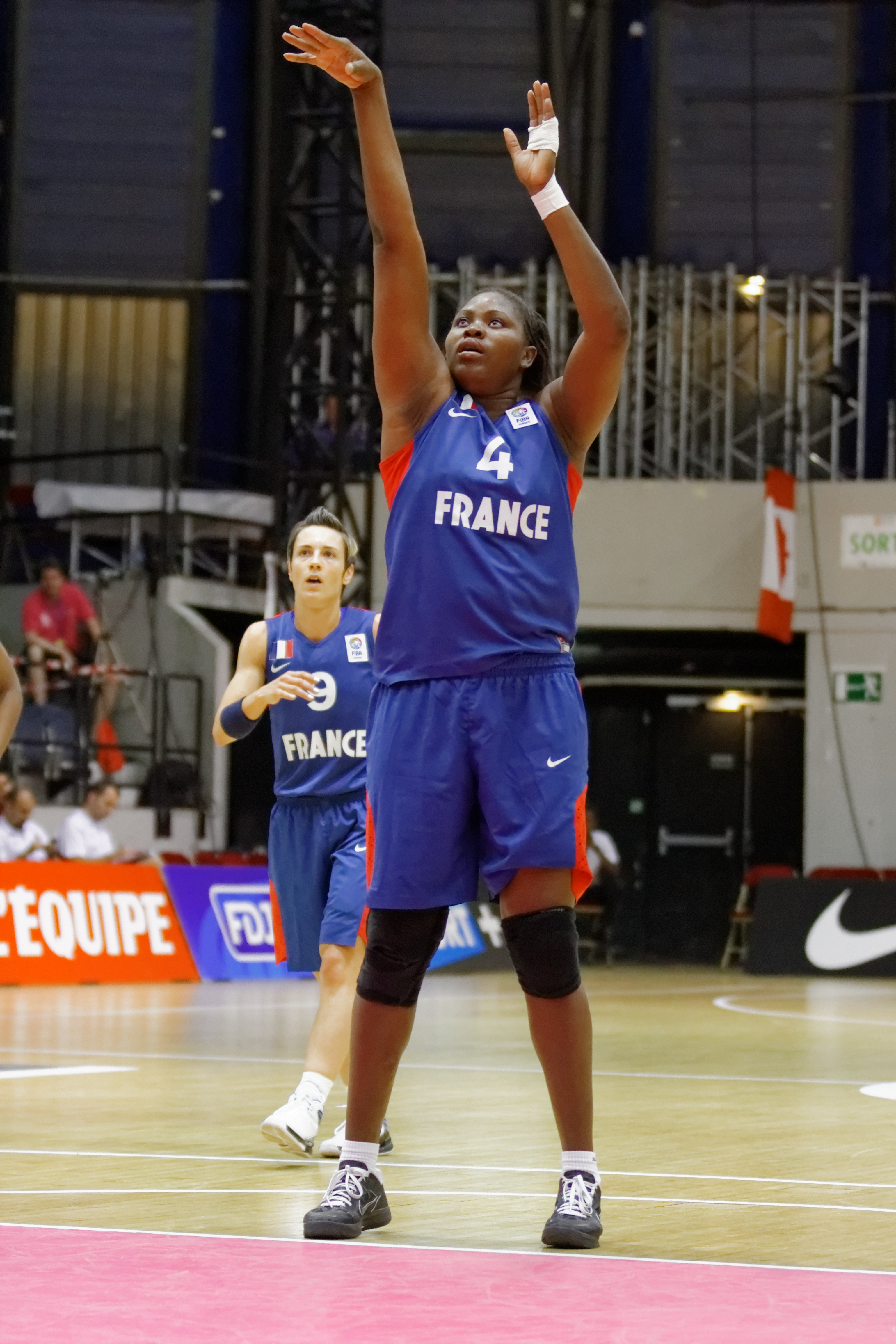
Isabelle Yacoubou est particulièrement en vue lors du tour final.

La demi-finale propose aux Bleues une revanche face aux Espagnoles, championnes d'Europe en titre et vice-championnes du Monde. En début de rencontre, Isabelle Yacoubou (6 points, 4 rebonds en 15 minutes) se joue de la défense de zone de la Roja. Si la France débute bien (11-6, 5e), l'Espagne reste au contact (11-9, 7e). Quelques mauvais choix des Françaises permettent aux Espagnoles de rester dans la roue de leurs adversaires (15-13). Anna Cruz (8 points) égalise rapidement sur deux lancers, puis son équipe passe en tête alors que Céline Dumerc (10 points, 3 passes, 4 fautes) est sanctionnée d'une faute antisportive. Gaëlle Skrela (7 points) puis Alba Torrens (13 points) se répondent à trois points (23-24, 15e), mais ce sont les Ibériques qui sont en tête à la pause (29-31). Sandrine Gruda (16 points, 12 rebonds) égalise puis la France repasse en tête (39-35, 23e). Sarah Michel intercepte. Avec Olivia Époupa, elles volent chacune trois ballons (46-39, 26e), mais Laura Nicholls (6 points, 5 rebonds) n'abdique pas (51-46, 30e). Avec Alba Torrens, bien que contenue par Diandra Tchatchouang, la France reste sous la menace, mais Gruda trouve toujours les failles dans la défense de la Roja et provoque 8 fautes (54-48, 32e). La joueuse intérieure Astou Ndour (6 points, 4 rebonds) sortie pour cinq fautes, les Bleues gardent un petit écart (58-52, 37e) et ce jusqu'à un panier primé de Céline Dumerc qui aurait pu sceller le sort du match. L'Espagne revient (61-58, 39e), mais la France maîtrise bien les derniers instants et l'emporte sur la formation qui l'avait battue en finale de l'Euro 2013,.
Isabelle Yacoubou souligne l'aspect de revanche après la défaite en finale à domicile face aux Ibériques à l'Euro précédent : « On peut dormir sans faire de cauchemars ce soir donc c’est plutôt bien. Après, c’est vrai que ce sentiment d’injustice nous est resté longtemps. 2013 nous a un peu marquées donc ce soir, c’est un peu un exorcisme donc j’ai envie de dire qu’on va en profiter le temps que ça dure mais vite se reconcentrer quand même pour la finale. » Diandra Tchatchouang ajoute que cette victoire « permet d’effacer, entre guillemets, la défaite de 2013. Maintenant, en 2013, c’est un titre chez nous qu’elles nous ont piqué donc je pense que pour vraiment l’effacer, il faudra gagner dimanche contre la Serbie. Mais ça fait du bien de battre l’Espagne, oui. » Sarah Michel se félicite d'avoir empêche les Espagnoles de s’imposer au rebond offensif : « C’était un match très intense défensivement des deux côtés. Elles ont réussi aussi à nous faire déjouer. On a réussi à les stopper aussi. L’objectif, c’était que tout le monde tienne ses duels parce que c’est une équipe qui est très talentueuse, très forte dans les un-contre-un. On a aussi réussi à verrouiller le rebond parce que c’est une équipe qui est forte au rebond offensif. » alors qu'Endy Miyem souligne le soutien des supporters : « Ça fait vraiment plaisir, c’est vrai qu’on est pas à la maison, on s’y croirait un petit peu, c’est grâce à eux qu’on en est là surement ».
La finale contre la Serbie se joue devant plus de 5 000 spectateurs . Dans une salle enfin animée, avec une forte communauté serbe, la France prend les devants (7-3, 2e) avec une défense bien en place à l'image du contre de Sandrine Gruda (16 points, 5 rebonds) sur Danielle Page (12 points, 8 rebonds). Les Bleues creusent un premier écart (15-8, 5e), avant que la formation serbe ne trouve des tirs ouverts et égalise (15-15, 7e). Toutefois, Sandrine Gruda permet aux siennes de virer en tête à la fin du premier quart-temps (22-15, 10e). Dans une rencontre très fluide, les Serbes recollent à coups de paniers à trois points (24-22, 12e, puis 28-24, 15e). Les Bleues gardent 7 points d'avance (32-25, 17e) grâce à leur domination au rebond, mais elles laissent les Slaves mener d'un point à la mi-temps (32-33). Après un mano à mano, Sonja Petrović (22 points, 7 rebonds) et Ana Dabović (25 points, 7 fautes provoquées) enflamment le match (38-45, 25e) et ne lâcheront plus les commandes malgré les efforts de Céline Dumerc (49-53). Isabelle Yacoubou (11 points, 6 rebonds) se bat encore et provoque plusieurs fautes, offrant un véritable point d'encrage dans la raquette, mais les Tricolores perdent des ballons précieux (51-57, 33e). Céline Dumerc (13 points, 5 passes décisives) relance son équipe mais le duo Dabović-Petrović continue à pilonner le panier tricolore (59-67, 35e). Diandra Tchatchouang (15 points à 100% aux tirs, 5 rebonds, 2 interceptions) marque à trois points (64-67, 37e), mais la Serbie ne craque pas et conquiert son premier titre de Championne d'Europe (68-76,).
Le président de la FFBB Jean-Pierre Siutat félicite les Bleues : « La déception passée, c’est une très grande fierté pour tout le basket français de voir notre équipe féminine remporter la médaille d’argent du Championnat d’Europe après 2013. J’adresse toutes mes félicitations à Valérie Garnier, son staff et bien sûr les 12 joueuses. À l’heure de la féminisation, je suis personnellement ravi que le sport féminin trouve de plus en plus d'écho. Le basket français répond présent, dépassant la barre des 600 000 licenciés dont plus de 200 000 féminines. Nous organiserons en septembre prochain l’Euro masculin avec l’envie de voir nos bleus rejoindre ou dépasser nos bleues sur une des plus hautes marches du podium. » Le directeur technique national Patrick Beesley abonde : « L’Équipe de France féminine a validé sa participation au Tournoi de Qualification Olympique. C’était l’objectif fixé par la Fédération, il est atteint. L’an prochain, nous aurons toutes les cartes en main pour nous qualifier pour les Jeux. »
Président de Bourges, Pierre Fosset a un regard avisé sur les joueuses de son club jugeant « On a vu que Diandra n'était pas dans le coup au début, mais elle a terminé fort. Malheureusement, Endy, même si elle n'est plus chez nous, est passée à côté de sa finale ». Ses joueuses intérieures Ciak et Cata-Chitiga peu en vue, « J'y vois un problème de confiance, notamment avec Héléna qui a connu une fin de saison difficile. Elles vont partir en vacances (...) Après, on verra en début de saison. Si on a vraiment de la faiblesse au pivot, on verra si on peut faire quelque chose. » Il se réjouir des débuts réussis de Danielle Page avec la Serbie « On savait ce qu'on faisait en la recrutant. Elle s'est mise en lumière, mais il ne faut pas oublier que son profil est différent de celui d'Endy. Il va nous manque son impact. Danielle ne fera pas la même chose. Elle shootera plus, notamment à longue distance, mais elle pèsera moins physiquement à l'intérieur. »
La capitaine Céline Dumerc prend la parole durant le dernier temps mort de la finale car « Il y avait beaucoup de déception sur les visages des filles. Ce n'est pas agréable de perdre, il y a un sentiment amer, mais je voulais leur dire qu'on pouvait être fières de ce qu'on avait fait. Il ne faut pas oublier d'où on vient. » ajoutant que « la déception de ne pas ramener le titre est toujours présente, mais il y a ce sentiment du travail accompli avec cette médaille autour du cou et une qualification pour le tournoi préolympique pour essayer de décrocher une place pour Rio. C'est vraiment un sentiment très partagé contrairement à 2013, où il n'y avait que de la déception. C'était plus douloureux. On était portées par notre public et on a été coupées en plein vol. Là, on a le recul nécessaire pour se dire qu'on a réussi un beau parcours . »

## L'équipe pour le championnat d'Europe 2015

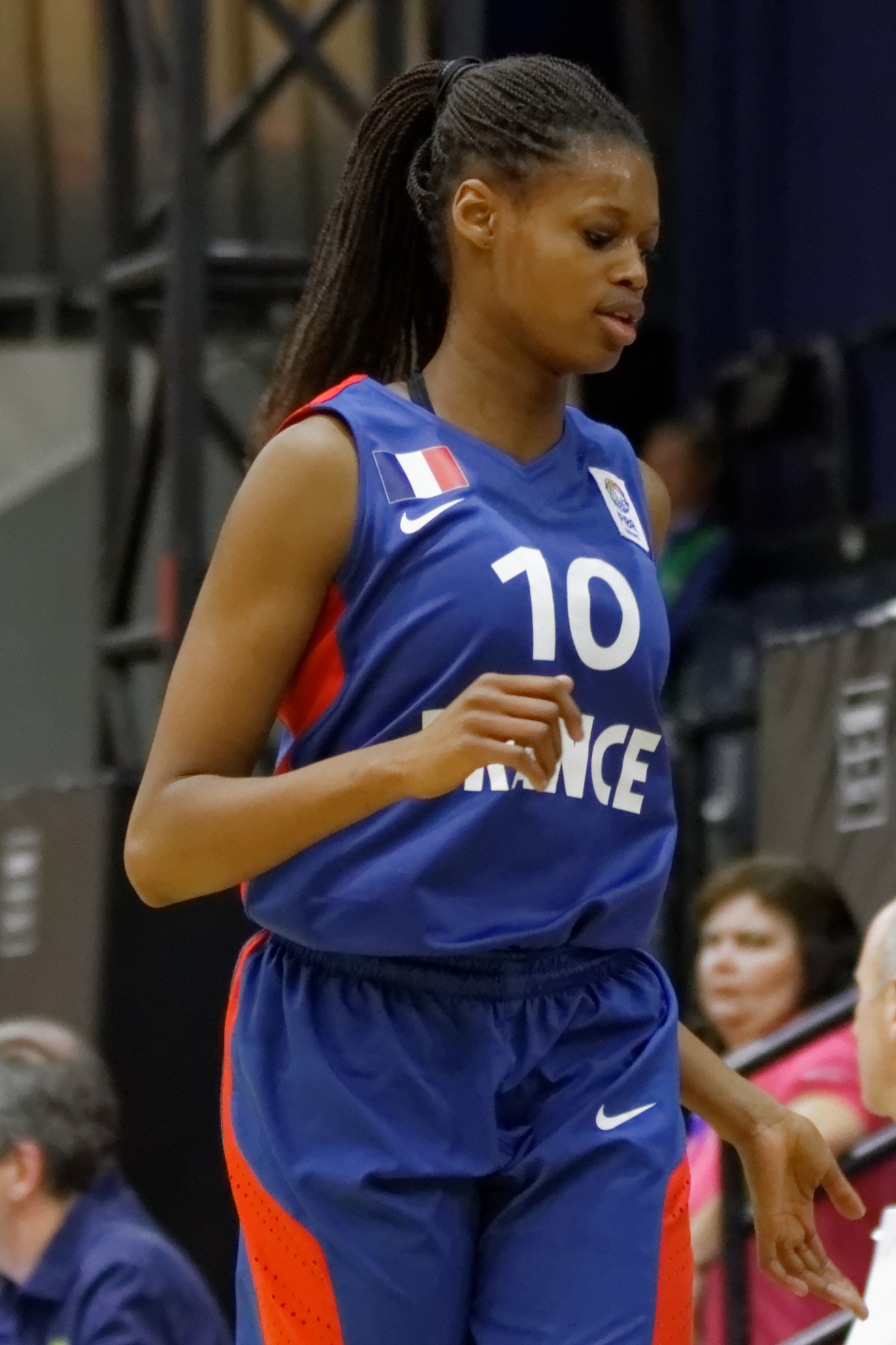
Valériane Ayayi, dernière joueuse à quitter la sélection.

Valérie Garnier est la sélectionneuse de l'équipe, assistée de Grégory Halin, Olivier Lafargue et Rachid Meziane, Sabine Juras étant la préparatrice physique. Rachid Meziane est plus particulièrement chargé des analyses vidéo de l'adversaire. Il est félicité par Diandra Tchatchouang après la victoire face aux Espagnoles. 
Une première sélection de 24 joueuses est annoncée le 30 mars. 
Par rapport à la sélection 2014 :
- les sélectionnées en moins : Maud Medenou, Mélanie Plust, Christelle Diallo, Margaux Galliou-Loko.
- les nouvelles sélectionnées ou les retours en sélection : Isabelle Yacoubou, Alexia Plagnard, Sara Chevaugeon, Fatimatou Sacko.

Elle est réduite à 18 avant le premier rassemblement avec les éliminations de Romane Bernies, Virginie Brémont, Émilie Gomis (blessée au doigt), Alexia Plagnard, Laëtitia Kamba et Fatimatou Sacko. Johanne Gomis-Halilovic doit déclarer forfait au premier jour de la préparation en raison des séquelles d'une blessure à la cheville contractée en fin de saison avec son club. Le 16 mai, Sara Chevaugeon et Aby Gaye quittent le groupe.
Puis le groupe se resserre à 13 joueuses le 27 mai : « Le but de ce stage à Tarbes était de monter en intensité et d'être plus précis sur nos principes offensifs et défensifs. Il y a beaucoup de points positifs sur les deux dernières rencontres mais aussi des aspects à améliorer comme avoir de la constance sur 40 minutes (...) Marielle Amant et Ingrid Tanqueray vont quitter l'équipe ».
Le 5 juin, Valériane Ayayi est la dernière joueuse à quitter le groupe. Sarah Michel et Olivia Époupa feront donc leurs grands débuts en compétition officielle sous le maillot Bleu. « Valériane Ayayi va quitter le groupe France. La décision a été difficile à prendre. C’est une jeune joueuse en devenir et je tiens à saluer son investissement et son attitude exemplaire durant toute la préparation » explique Valérie Garnier.
| Poste      | Joueuse                 | Naissance        | Taille | matchs | points | Club 2014-2015                          |
| ---------- | ----------------------- | ---------------- | ------ | ------ | ------ | --------------------------------------- |
| pivot      | Isabelle Yacoubou       | 21 avril 1986    | 1,90 m | 15     | 126    | Famila Schio                            |
| ailière    | Nwal-Endéné Miyem       | 15 mai 1988      | 1,88 m | 14     | 145    | Tango Bourges Basket                    |
| ailière    | Diandra Tchatchouang    | 14 juin 1991     | 1,86 m | 17     | 105    | Tango Bourges Basket                    |
| intérieure | Sandrine Gruda          | 25 juin 1987     | 1,95 m | 17     | 271    | UMMC Iekaterinbourg                     |
| meneuse    | Olivia Époupa           | 30 avril 1994    | 1,65 m | 17     | 47     | Toulouse Métropole Basket               |
| meneuse    | Céline Dumerc           | 9 juillet 1982   | 1,69 m | 18     | 121    | Tango Bourges Basket                    |
| ailière    | Sarah Michel            | 10 janvier 1989  | 1,80 m | 18     | 63     | Nantes-Rezé Basket 44                   |
| intérieure | Ana Cata-Chitiga        | 20 juin 1989     | 1,95 m | 17     | 56     | Flammes Carolo basket                   |
| arrière    | Gaëlle Skrela           | 24 janvier 1983  | 1,77 m | 16     | 76     | Basket Lattes Montpellier Agglomération |
| intérieure | Héléna Ciak             | 15 décembre 1989 | 1,95 m | 18     | 61     | Tango Bourges Basket                    |
| arrière    | Paoline Salagnac        | 13 mars 1984     | 1,76 m | 18     | 96     | Tango Bourges Basket                    |
| meneuse    | Anaël Lardy             | 24 octobre 1987  | 1,70 m | 15     | 27     | Basket Lattes Montpellier Agglomération |
| ailière    | Valériane Ayayi         | 29 avril 1994    | 1,84 m | 8      | 42     | Basket Lattes Montpellier Agglomération |
| intérieure | Marielle Amant          | 9 décembre 1989  | 1,90 m | 4      | 14     | ESB Villeneuve-d’Ascq Lille Métropole   |
| meneuse    | Ingrid Tanqueray        | 25 août 1988     | 1,64 m | 3      | 14     | Basket Lattes Montpellier Agglomération |
| pivot      | Aby Gaye                | 4 février 1995   | 1,95 m | 1      | 0      | Toulouse Métropole Basket               |
| ailière    | Sara Chevaugeon         | 12 février 1993  | 1,75 m | 1      | 6      | Union Lyon Basket Féminin               |
| arrière    | Johanne Gomis-Halilovic | 11 juillet 1985  | 1,77 m |        |        | ESB Villeneuve-d’Ascq Lille Métropole   |
| arrière    | Alexia Plagnard         | 2 janvier 1990   | 1,72 m |        |        | Basket Landes                           |
| intérieure | Laëtitia Kamba          | 10 janvier 1987  | 1,87 m |        |        | ESB Villeneuve-d’Ascq Lille Métropole   |
| meneuse    | Romane Bernies          | 27 juin 1993     | 1,70 m |        |        | Tango Bourges Basket                    |
| meneuse    | Virginie Brémont        | 16 juillet 1987  | 1,77 m |        |        | ESB Villeneuve-d’Ascq Lille Métropole   |
| ailière    | Fatimatou Sacko         | 12 avril 1985    | 1,83 m |        |        | ESB Villeneuve-d’Ascq Lille Métropole   |
| ailière    | Émilie Gomis            | 18 octobre 1983  | 1,80 m |        |        | Toulouse Métropole Basket               |

## L'équipe pour les qualifications du championnat d'Europe 2017
Une première sélection de 24 joueuses est annoncée le 6 octobre au sein de laquelle seront choisies les 16 joueuses qualifiées pour la rencontre du 21 novembre à Bourges face à l'Estonie puis du 25 novembre à Amsterdam contre les Pays-Bas. 
La liste des sélectionnées connait une seule modification par rapport à celle du printemps précédent avec la toute première sélection de l'arrière mondevilloise Marine Johannès, très en vue avec 16,5 points et 4 passes décisives en moyenne sur les deux premiers matchs de LFB, alors que Fatimatou Sacko n'est pas retenue. 
| Poste      | Joueuse                 | Naissance        | Taille | matchs | points | Club 2015-2016                        |
| ---------- | ----------------------- | ---------------- | ------ | ------ | ------ | ------------------------------------- |
| ailière    | Nwal-Endéné Miyem       | 15 mai 1988      | 1,88 m | 2      | 38     | Dynamo Koursk                         |
| meneuse    | Céline Dumerc           | 9 juillet 1982   | 1,69 m | 2      | 8      | Tango Bourges Basket                  |
| ailière    | Sarah Michel            | 10 janvier 1989  | 1,80 m | 2      | 0      | Lattes Montpellier                    |
| arrière    | Gaëlle Skrela           | 24 janvier 1983  | 1,77 m | 2      | 13     | Lattes Montpellier                    |
| intérieure | Héléna Ciak             | 15 décembre 1989 | 1,95 m | 2      | 17     | Tango Bourges Basket                  |
| arrière    | Paoline Salagnac        | 13 mars 1984     | 1,76 m | 1      | 2      | Tango Bourges Basket                  |
| meneuse    | Anaël Lardy             | 24 octobre 1987  | 1,70 m | 1      | 0      | Lattes Montpellier                    |
| arrière    | Marine Johannès         | 12 avril 1985    | 1,77 m | 1      | 15     | USO Mondeville                        |
| ailière    | Valériane Ayayi         | 29 avril 1994    | 1,84 m | 2      | 15     | Lattes Montpellier                    |
| intérieure | Marielle Amant          | 9 décembre 1989  | 1,90 m | 2      | 19     | ESB Villeneuve-d’Ascq Lille Métropole |
| meneuse    | Ingrid Tanqueray        | 25 août 1988     | 1,64 m | 1      | 2      | Tango Bourges Basket                  |
| pivot      | Aby Gaye                | 4 février 1995   | 1,95 m | 2      | 6      | ESB Villeneuve-d’Ascq Lille Métropole |
| arrière    | Johanne Gomis-Halilovic | 11 juillet 1985  | 1,77 m | 1      | 3      | ESB Villeneuve-d’Ascq Lille Métropole |
| intérieure | Laëtitia Kamba          | 10 janvier 1987  | 1,87 m | 2      | 5      | ESB Villeneuve-d’Ascq Lille Métropole |
| meneuse    | Romane Bernies          | 27 juin 1993     | 1,70 m | 1      | 2      | Union Féminine Angers Basket 49       |
| meneuse    | Virginie Brémont        | 16 juillet 1987  | 1,77 m |        |        | ESB Villeneuve-d’Ascq Lille Métropole |
| intérieure | Ana Filip               | 20 juin 1989     | 1,95 m |        |        | Tango Bourges Basket                  |
| ailière    | Émilie Gomis            | 18 octobre 1983  | 1,80 m |        |        | Toulouse Métropole Basket             |
| pivot      | Isabelle Yacoubou       | 21 avril 1986    | 1,90 m |        |        | Famila Schio                          |
| arrière    | Alexia Plagnard         | 2 janvier 1990   | 1,72 m |        |        | Basket Landes                         |
| ailière    | Sara Chevaugeon         | 12 février 1993  | 1,75 m |        |        | Tango Bourges Basket                  |
| ailière    | Diandra Tchatchouang    | 14 juin 1991     | 1,86 m |        |        | Tango Bourges Basket                  |
| intérieure | Sandrine Gruda          | 25 juin 1987     | 1,95 m |        |        | UMMC Iekaterinbourg                   |
| meneuse    | Olivia Époupa           | 30 avril 1994    | 1,65 m |        |        | Toulouse Métropole Basket             |

Diandra Tchatchouang et Ana-Maria Filip blessées et Isabelle Yacoubou ménagée, la liste de 24 présélectionnée est réduite à 15, où l'on note la présence de deux jeunes talents de la génération 1995 avec Marine Johannès et Aby Gaye, ainsi que le retour de Johanne Gomis, qui avait dû renoncer au début de la préparation du championnat d'Europe. L'équipe subit deux nouvelles modifications : blessée au poignet droit, Olivia Epoupa est supplée par Romane Bernies, puis Sandrine Gruda par la villeneuvoise Laëtitia Kamba.

### Matches des qualifications pour l’Euro 2017
Sans Anaël Lardy et les extérieures Marine Johannès et Johanne Gomis, les 12 Bleues attaquent la rencontre face à l'Estonie pied au plancher avec 23 à 7 au premier quart temps et un écart de 27 points à la mi-temps que la France maintiendra. Sur l'ensemble de la rencontre, la France tire à 51 % alors que la réussite aux tirs des Estoniennes n'est que de 24 %. La France domine à l'intérieur avec 48 rebonds à 26 et 36 points inscrits dans la raquette contre 6. Toutes les Françaises inscrivent au moins un point avec 22 unités pour Endy Miyem,.
Restant sur un succès face aux Croates, les Pays-Bas affrontent les Bleues à Amsterdam et leur résistent une mi-temps (35-27). Le Françaises créent un premier écart créant un premier break en fin de deuxième quart-temps (33-22 à la 18e minute) avec une Gaëlle Skrela (9 points et 4 rebonds) efficace et une Marine Johannès étincelante pour sa première sélection (15 points, 3 rebonds et 3 passes décisives en 16 minutes). Après la pause, Endy Miyem (16 points, 8 rebonds et 2 contres) et Marielle Amant (10 points et 3 rebonds) dominent à l'intérieur alors que le banc français dominent celui des Néerlandaises (34 points à 13 pour les remplaçantes).
| Date        | Lieu      | Adversaire | Score   | Compétition | Meilleure marqueuse (France) |
| ----------- | --------- | ---------- | ------- | ----------- | ---------------------------- |
| 21 novembre | Bourges   | Estonie    | V 69-41 | Qualif CE   | Endy Miyem (22 points)       |
| 25 novembre | Amsterdam | Pays-Bas   | V 76-52 | Qualif CE   | Endy Miyem (16 points)       |